# Ora multiguttata
Ora multiguttata is een keversoort uit de familie moerasweekschilden (Scirtidae). De wetenschappelijke naam van de soort werd in 1928 gepubliceerd door Maurice Pic.